# Mon crime
Pour plus de détails, voir Fiche technique et Distribution.
Mon crime est un film français réalisé par François Ozon, sorti en 2023. Il s'agit d'une adaptation de la pièce Mon crime !… de Georges Berr et Louis Verneuil, créée en 1934 au Théâtre des Variétés.

## Synopsis
En 1935, à Paris. Madeleine Verdier est une jeune et jolie actrice qui peine à obtenir des rôles, en conséquence désargentée. Elle partage une mansarde sans eau courante avec son amie Pauline Mauléon, jeune avocate qui court après le client. Madeleine a pour amoureux André Bonnard, fils du propriétaire d'une grande manufacture de pneus qui ne reçoit que peu de subsides de son père.
Elle se rend à un rendez-vous avec le producteur de théâtre Montferrand, qui lui offre un petit rôle dans une pièce, à condition qu'elle devienne sa maîtresse. Elle refuse. Il tente de la violer. Elle se débat et réussit à s'enfuir. Une fois rentrée chez elle, elle reçoit la visite de son ami André qui vient lui expliquer que pour résoudre leurs difficultés financières, il compte épouser une riche héritière et faire d'elle sa maîtresse. Madeleine, qui espérait qu'André l'épouse et accepte de travailler, est désespérée.
Brun, inspecteur de la sûreté, sonne à l’appartement des deux amies : Montferrand a été assassiné et Madeleine est soupçonnée. Le juge d'instruction, Gustave Rabusset, mis au courant, est rapidement convaincu de la culpabilité de Madeleine, qui commence par nier, puis lorsque Rabusset lui dit que, si elle peut plaider la légitime défense, elle ne sera pas nécessairement condamnée, elle avoue subitement et prend son amie Pauline comme avocate.
Lors du procès, Madeleine et Pauline font de l'affaire un symbole de l'oppression des femmes par les hommes, et Madeleine donne une interprétation très émouvante du rôle de jeune femme outragée écrit par Pauline. Elle est acquittée par un jury entièrement masculin sous les applaudissements des nombreuses femmes venues assister au procès.
Après son acquittement, Madeleine devient une actrice célèbre, et Pauline une avocate recherchée. Elles quittent leur misérable logement et emménagent dans un hôtel particulier à Boulogne. André veut renoncer à son mariage avec la riche héritière pour épouser Madeleine, mais son père s'y oppose. C'est alors qu'elles reçoivent la visite d'Odette Chaumette, ancienne actrice du cinéma muet dont la carrière est sur une voie de garage depuis l'arrivée du parlant. Elle leur explique qu'elle a tué Montferrand et que Madeleine lui a volé son crime avec la gloire qu'il lui a apportée. Elle réclame de l'argent aux deux jeunes femmes, qui refusent. Elle va donc se dénoncer, mais Rabusset, qui, grâce à l'affaire Montferrand, a été promu et est devenu premier juge d'instruction, refuse de rouvrir ce dossier déjà jugé et lui enjoint de revenir le voir lorsqu'elle pourra s'accuser d'un crime disponible.
Comme Odette Chaumette continue à harceler les deux amies, Madeleine va voir l'architecte Palmarède, qui avait conclu un viager avec Montferrand et a de ce fait gagné beaucoup d'argent grâce à la mort prématurée de celui-ci. Elle le convainc d'investir une partie de cet argent dans l'entreprise du père d'André, qui bat de l'aile. Madeleine et Pauline expliquent à ce dernier que Madeleine n'est pas la meurtrière, mais surtout lui font miroiter le renflouement de son entreprise par Palmarède : il accepte le mariage, et verse à Odette l'argent qu'elle réclame pour éviter de compromettre l'apport de Palmarède. Odette obtient en outre un rôle important dans la pièce à succès dans laquelle se produit Madeleine ; toutes deux y jouent une scène qui réinterprète le meurtre de Montferrand et dans laquelle Odette le tue pour sauver Madeleine, victime d'une tentative de viol.

## Fiche technique
Sauf indication contraire, les informations mentionnées dans cette section peuvent être confirmées par la base de données cinématographiques IMDb,  présente dans la section « Liens externes ».
- Titre original : Mon crime
- Titre provisoire : Madeleine[2],[3]
- Réalisation : François Ozon
- Scénario : François Ozon, d'après la pièce de théâtre Mon crime !… de Georges Berr et Louis Verneuil (1934).
- Musique : Philippe Rombi
- Décors : Jean Rabasse
- Costumes : Pascaline Chavanne
- Photographie : Manuel Dacosse
- Montage : Laure Gardette
- Production : Éric et Nicolas Altmayer
- Sociétés de production : Mandarin Cinéma, FOZ et Scope Pictures, en association avec 7 SOFICA
- Société de distribution : Gaumont (France)
- Pays de production :  France
- Langue originale : français
- Format : couleur
- Genre : comédie dramatique
- Durée : 102 minutes
- Dates de sortie[4] :
  - France : 21 janvier 2023 (Festival Premiers Plans d'Angers)[5] ; 8 mars 2023 (sortie nationale)

## Distribution
- Nadia Tereszkiewicz : l’actrice Madeleine Verdier
- Rebecca Marder : Pauline Mauléon, l’amie avocate et colocataire de Madeleine
- Isabelle Huppert : Odette Chaumette, actrice célèbre au temps du cinéma muet
- Dany Boon : l’architecte marseillais Fernand Palmarède
- Fabrice Luchini : le juge Gustave Rabusset
- André Dussollier : M. Bonnard, patron d'une entreprise de pneumatiques
- Félix Lefebvre : le journaliste Gilbert Raton
- Édouard Sulpice : André Bonnard, fils de M. Bonnard et petit ami de Madeleine
- Régis Laspalès : l’inspecteur Brun
- Olivier Broche : Léon Trapu, greffier de Rabusset
- Michel Fau : l'avocat général, Maurice Vrai
- Daniel Prévost : M. Parvot, président des Assises
- Evelyne Buyle : l’actrice Simone Bernard
- Myriam Boyer : la concierge Mme Jus
- Franck de Lapersonne : Pistole, logeur de Madeleine et Pauline
- Jean-Christophe Bouvet : le producteur de théâtre Montferrand
- Suzanne de Baecque : Céleste, la domestique
- Lucia Sanchez : Mme Alvarez
- Jean-Claude Bolle-Reddat : Émile Bouchard, amant de Simone Bernard
- Dominique Besnehard : le chef de rang du restaurant
- Georges Bécot : la voix du cinéma
- Paul Beaurepaire : le crieur de journaux

## Musique
La musique originale est de Philippe Rombi, sauf deux chansons chantées par Danielle Darrieux.
Liste de la bande originale :
1. Ouverture (2:15)
2. Confession de Madeleine (2:04)
3. Les Toits de Paris (2:01)
4. Montferrand est mort ! (1:15)
5. Mauvaise Graine (1:43)
6. Palmarede (1:41)
7. Palais de justice (2:10)
8. J'avoue mon crime (1:39)
9. Le Procès (1:32)
10. Aux femmes de 1935 (0:59)
11. Demande en mariage (1:19)
12. Les Larmes amères de Marie-Antoinette (1:54)
13. Le Calvaire de Suzette (2:31)
14. La Chaumette (2:30)
15. Une gloire du cinéma muet (1:24)
16. Le Sacrifice de Madeleine (2:08)
17. Usine Bonnard (1:27)
18. Sœurs de crime (1:26)
19. Triomphe (1:13)
20. Final (1:57)
21. Bonheur c'est un rien (Wal-Berg / Camille François) - Danielle Darrieux (2:41)
22. Sans un mot (du film La crise est finie[7], Franz Waxman et Jean Lenoir) - Danielle Darrieux (2:42)
23. Bonus : Valse du théâtre - Philippe Rombi (2:36)

## Production

### Genèse et développement
L'inspiration du film, un temps gardé secret sous le nom de code « Madeleine », vient en grande partie des comédies de Sacha Guitry. Le réalisateur admet également apprécier « la moralité de Sacha Guitry ». Le film se déroulant dans les années 1930, François Ozon dit penser tout de suite à Renoir et son cinéma, plus particulièrement au film La Règle du jeu.
Il s'agit donc de l'adaptation d'une pièce de 1934 offrant une possibilité d'adaptation intéressante pour la réalisation. Dans une époque ancienne, les années 1930 donc, le réalisateur peut à la fois respecter l'ambiance originale de la pièce tout en abordant des sujets contemporains, mais avec une plus grande légèreté, « parce qu’il y a cette distance du temps et de la reconstitution historique. Ce qui donne plus de liberté, d’amoralité aussi peut-être, de transgression ». Si l'histoire avait été transposée à notre époque actuelle, François Ozon estime que le film aurait pu devenir un drame, un peu dans la même veine que son film Grâce à Dieu.

« Il y a vingt ans j’avais fait Huit Femmes, après j’ai fait Potiche, et là, c’est un peu le troisième volet : Mon crime boucle une trilogie. »

### Attribution des rôles
Pour trouver les deux actrices principales de son film, François Ozon s'est livré à un long casting de 200 personnes. Le cinéaste n'avait pas encore vu les films Les Amandiers et Simone, le voyage du siècle, dans lesquels jouent respectivement Nadia Tereszkiewicz et Rebecca Marder. Cependant, ce ne fut pas nécessaire car le réalisateur a « tout de suite (...) senti une complicité entre elles », ce qu'il estime important du fait du sujet du film. Il trouve également que les deux actrices ont « un physique très années 30 ».
Le réalisateur a également gardé auprès de lui des personnels de l'équipe technique habitués de ses plateaux de tournage, comme la cheffe costumière, trois fois lauréate d'un César, Pascaline Chavanne, ou encore le chef opérateur Manu Dacosse.
De la même manière, certains acteurs et actrices ont déjà par le passé tourné avec François Ozon. Ainsi, il retrouve vingt ans après Huit Femmes Isabelle Huppert, mais également Fabrice Luchini (Dans la maison, Potiche) et André Dussolier avec qui il a tourné Tout s'est bien passé. Pour le cinéaste, avec le rythme quasi annuel de ses productions, travailler « avec des gens avec lesquels je m’entends bien, auxquels je suis fidèle, c’est plus simple, le travail est plus rapide ».
C'est en juin 2022 que l'on apprend la composition d'une partie de la distribution, avec entre autres les noms précédemment cités mais également celui de Dany Boon.

### Tournage
En juin 2022, il est annoncé que le tournage a débuté en avril et vient de s'achever.
Le film a été tourné à Paris (à la brasserie Floderer et au Palais de justice de Paris) au Tribunal Administratif de Melun, à la Maison de la Mutualité, au Château de Vaugien, dans les rues du centre-ville de Bordeaux et en Île-de-France (dans les studios de Bry-sur-Marne) ainsi qu'en Belgique à Charleroi et Bruxelles, notamment à la villa Empain (scène du crime). La scène dans la salle de bain de l'hôtel particulier a été tournée à l'hôtel Frugès, à Bordeaux[réf. nécessaire].

## Autour du film
La relecture du vaudeville de Georges Berr et Louis Verneuil fait entrer Mon crime (le titre perd au cinéma ses ponctuations…) dans le monde du cinéma : Montferrand, de banquier devient producteur, et Madeleine, de femme de lettres, devient actrice. Surtout, en regardant l'histoire des années 1930 avec les yeux de l'ère de #MeToo, François Ozon retourne une pièce « un peu misogyne » en un « film féministe très contemporain », même si sa roublardise n'échappe à personne.
Une réplique du film peut laisser penser qu'Hitler aurait donné le droit de vote aux femmes. Le droit de vote et l'éligibilité des femmes a en réalité été introduit en Allemagne lors des élections de 1918 à l'Assemblée constituante et institutionnalisé par la Constitution de Weimar en 1919.

## Accueil

### Accueil critique
En France, le site Allociné propose une moyenne de 4⁄5, fondée sur 33 critiques de presse.
Olivier de Bruyn, pour Les Échos, parle d'un « François Ozon, inspiré du premier au dernier plan, [qui] signe une fiction « lubitschienne » et amorale du meilleur goût. Une farce qui, loin des académismes coutumiers du cinéma populaire français, se distingue par son originalité, son audace et son incorrection. ».
Le critique Laurent Cambon, pour le site aVoir-aLire, se montre totalement conquis par le long-métrage. « Dans un récit baroque et joyeux, le réalisateur fétiche du public français s’amuse à dérouler tous les excès dont une comédienne est capable sans pour autant jamais succomber à la faute de goût ». Le critique salue la prestation des deux actrices principales ainsi que des hommes présents au générique. Il souligne les subtilités que cache le scénario : « il y a donc derrière cette histoire a priori légère un plaidoyer profond en faveur de la condition féminine dont aujourd’hui on continue de constater que les premières victimes de crimes sont des femmes aux prises de leurs conjoints violents ». Il conclut son film de cette manière : « Mais ne nous trompons pas. Mon crime n’est pas un film militant. C’est un exercice de cinéma à part entière où les décors, les costumes, le mouvement des caméras et la conduite d’acteurs trouvent quelque part une forme de perfection ».
Caroline Vié, pour 20 Minutes, parle d'un film à la « bonne humeur constante », ce qui, selon elle, serait un des « atouts majeurs d’une comédie savoureuse comme une friandise dont on ressort enchanté ».
Pour Sophie Joubert, de L'Humanité, « Brillamment écrit et réalisé, franchement drôle, Mon crime laisse pourtant un arrière-goût amer : flamboyantes défenseuses de la cause des femmes, Madeleine et Pauline sont aussi menteuses et manipulatrices. Comme si Ozon, en adaptant cette pièce de boulevard datée, voulait absolument donner des gages au camp adverse ».
Dans La Voix du Nord, Christophe Caron résume ainsi sa pensée : « On aurait aimé un feu d’artifice final plus éclatant, mais l’impression de fable scintillante demeure. Parfait pour un 8 mars, journée internationale des droits des femmes ».
Pour Olivier Delcroix, du Figaro, « Sans être militant, le film saisit avec finesse l’air du temps, en l’affublant des dessous froufroutants de la France des années 1930. L’exercice de cinéma est bien tourné, maîtrisé, aussi léger que grave. Avec cette petite touche de roublardise qui emporte l’adhésion des spectateurs ».
Antoine Desrues, pour le site Écran Large, résume sa critique ainsi : « En s’attaquant à la screwball comedy et en assumant l’artificialité théâtrale qui faisait le sel de 8 Femmes, François Ozon signe avec Mon crime son film le plus ludique depuis... trop longtemps. Un opus mineur, mais réjouissant ».
Pour Mathieu Macheret, du Monde, « Depuis son premier long-métrage Sitcom, Ozon a l’habitude de pirater des formes creuses pour leur inoculer un ferment de subversion, ce qu’il fait ici avec le vaudeville, passablement poussiéreux, afin d’y faire résonner un propos féministe. Mais l’opération vire vite à un éloge de la fausseté qui respire le cynisme ».
Selon Luc Chessel, de Libération, « Mon Crime, de toute évidence, est "enlevé" et "décapant", va à toute vitesse, suivant ou poussant devant lui ses actrices et acteurs. Le procès de Madeleine Verdier est sans aucun doute le morceau de bravoure du film, celui où tout se met à marcher ensemble : le tribunal comme scène de théâtre, studio de cinéma et espace public du scandale, où peuvent se déclarer en jubilant l’éloge médiatique du meurtre des hommes comme le ridicule de l’indignation des réacs anti-woke ».

### Box-office
Pour son premier jour d'exploitation en France, Mon crime a réalisé 82 004 entrées, si on inclut les 31 749 en avant-première, pour 2 046 séances. En comptant l’ensemble des billets vendus pendant ce premier jour, le film se positionne en première place du box-office des nouveautés pour sa journée de démarrage, devant Scream VI (76 914).
Au bout d’une première semaine d’exploitation dans les salles françaises, le long-métrage totalise 427 391 entrées, pour une troisième place au box-office, derrière Scream VI (464 821) et devant Alibi.com 2 (263 517).
À l'issue d'une quatrième semaine d'exploitation, Mon crime franchit la barre symbolique du million d'entrée pour une sixième place au box-office hebdomadaire avec 107 231 entrées supplémentaires.
| Pays ou région | Box-office        | Date d'arrêt du box-office | Nombre de semaines |
| -------------- | ----------------- | -------------------------- | ------------------ |
| France         | 1 103 673 entrées | 16 mai 2023                | 10                 |
| Total mondial  | 10 367 326 $      | -                          | -                  |

## Distinction

### Nomination
- César 2024 : Meilleurs costumes pour Pascaline Chavanne